# Ferrières (Lieja)
Ferrières es un municipio belga perteneciente al distrito de Huy de la provincia de Lieja, en la Región Valona.
A 1 de enero de 2019 tiene 4935 habitantes.
Su principal monumento es la capilla románica de Vieuxville, destacado ejemplo del Arte Mosano, que fue construida en los siglos XI-XII. Esta capilla es el coro de la antigua iglesia de Vieuxville destruida en 1893.

## Geografía
Se ubica unos 25 km al sur de Lieja en la región natural de las Ardenas y esta bañada por el río Ourthe un afluente del Río Mosa.

### Secciones del municipio
El municipio comprende los antiguos municipios, que se fusionaron en 1977:
| - Ferrières - My - Vieuxville - Werbomont - Xhoris |

### Pueblos y aldeas del municipio
Sy, Logne, Palogne, Burnontige, Le Trou, Le Thier, La Fagnoul, Lantroul, Le Houpet, la Picherotte, le Pré du Fa, Rouge-Minière, Saint-Roch, Ferot, Malacord y Grimonster.

## Demografía

### Evolución
Todos los datos históricos relativos al actual municipio, el siguiente gráfico refleja su evolución demográfica, incluyendo municipios después de efectuada la fusión el 1 de enero de 1977.
| Gráfica de evolución demográfica de Ferrières entre 1846 y 2019 |
|                                                                 |